# Kara (Togo)
Kara (također i Lama-Kara) grad je u Togou, glavni grad istoimene regije. Nalazi se 400 km sjeverno od prijestolnice Loméa i 20-ak km zapadno od beninske granice. Kara vodu crpi iz obližnje rijeke Haugeau. Nekoliko kilometara van grada je međunarodna zračna luka Niamtougou. Lokalno stanovništvo za život većinom zarađuje baveći se ratarstvom, posebice uzgojem kave, kakaovca i pamuka.
Godine 2004. u Kari je otvoreno Université de Kara, drugo sveučilište u Togou, koje danas ima oko 1500 studenata.
U regiji je rođen bivši togoanski diktator Gnassingbé Eyadéma, koji je za svoje vladavine 1967. – 2005. poticao razvoj ovoga kraja.
Prema popisu iz 2005. godine, Kara je imala 100.400 stanovnika, čime je bila treći grad po brojnosti u državi.

## Vanjske poveznice

### Ostali projekti
|  | Zajednički poslužitelj ima još gradiva o temi Kara (Togo) |